# 존 웨인의 기병대
《존 웨인의 기병대》(존 웨인의 騎兵隊, 원제 : The Horse Soldiers)는 존 포드 감독이 감독하고, 존 웨인이 주연한 미국 남북 전쟁을 다룬 영화다. 이 영화는 미국 남북 전쟁 중 빅스버그 전역 기간 중에 벤저민 그리어슨 대령이 지휘한 그리어슨의 기습에 기초한 영화다.

## 등장인물
- 존 웨인 : 존 말로위 대령 역
- 윌리엄 홀덴 : 군의관 켄들 소령 역
- 콘스탄스 타워스 : 한나 양 역
- 알테어 깁슨 : 한나 양의 하녀 "럭키" 역
- 저드슨 프랫 : 커비 상사 역
- 후트 깁슨 : 브라운 하사 역
- 켄 커티스 : 윌키 대위 역
- 윌리스 보우쉬 : 필 세코드 대령 역
- 빙 러셀 : 덩커 역
- O.Z. 화이트헤드 : 오티스 "호피" 홉킨스 역
- 행크 워든 : 데컨 클럼프 역
- 덴버 파일 : 잭키 조 역
- 스트로터 마틴 : 버질 역

## 줄거리
빅스버그 포위전을 몇 달째 하고 있던 북군은 빅스버그의 마지막 보급선을 차단하기 위한 작전을 수립하고, 이를 기병대의 존 말로위 대령(존 웨인)에게 맡긴다. 말로위 대령은 기병 여단을 이끌고 최대한 전투를 피하면서 적진 후방으로 향한다. 출발 직전 부대에 합류한 군의관 캔들 소령(윌리엄 홀덴)과 말로위 대령은 첫날부터 충돌하고, 남쪽으로 전진하던 부대는 어느 남부 여자를 포로로 끌고 다니게 된다.

## 영화와 사실
그리어슨의 기습은 빅스버그 전투의 한 부분이었다. 그리어슨은 약 1,700여명의 병력을 이끌고 1863년 4월에 미시시피주 북부에서 출발하여 남군 후방 수백마일까지 침투하여 빅스버그와 뉴턴 역(영화에서도 이곳을 목표로 했다) 사이 철도를 파괴했고 베이튼 루지로 향했다(영화에서 묘사된 그대로다). 이 작전으로 존 C. 펨버튼 장군이 이끈 빅스버그 수비대는 보급이 끊겨 결국 굶주림에 지쳐 항복했다.
다음은 영화와 사실이 다른 내용들이다.
- 영화 속에서 말로위 대령은 철도 인부 출신으로 그려졌지만, 실제 인물인 그리어슨은 음악 교사 출신이었다(게다가 말이란 동물을 대단히 싫어했다고 한다).
- 영화 후반에 등장하는 남군 기병대장 포레스트는 실존 인물로서 네이튼 베드포드 포레스트다. 젭 스튜어트와 함께 북군에게는 공포의 인물이었다. 그러나, 영화에서는 포레스트가 말로위 대령을 바짝 추격한 것으로 묘사되었지만, 실제 당시 포레스트는 다른 곳에서 다른 북군 기병대를 추격하고 있었다.
- 영화 속에서 차출된 병력은 2개 연대로 설정되었지만, 실제로는 3개 연대 1700명이 동원되었다.
- 영화에서 뉴턴 역에서 교전으로 북군 수십명이 죽거나 다쳤지만, 실제로는 작전 전 기간을 통해 전사 3명, 부상 7명, 실종 9명이 전부였다.
- 영화에서 북군 기병대는 뉴턴 역에서만 철도 파괴 공작을 했지만, 실제로는 보이는 족족 파괴했으며, 철도만을 파괴한 것도 아니었다.
- 당시 베이튼 루지는 북군이 뉴올리언즈를 점령하면서 북군의 수중에 있었다. 그리어슨은 그때문에 바톤 루지로 향했던 것인데, 영화에서는 그 부분에 대해선 언급이 없다.
- 영화에서는 셔먼 장군이 지시한 것처럼 되어 있지만, 실제 작전 명령은 율리시스 그랜트가 지시한 것이다. 당시 빅스버그 전투는 그랜트가 총지휘하고 있었다. 다만, 나중에 그리어슨의 여단은 셔먼에 합류한다.
- 기타 전투, 여자, 군의관과 갈등, 소년병들의 공격 등은 영화를 위한 허구다.

## 같이 보기
- 그리어슨의 기습
- 벤저민 그리어슨
- 빅스버그 전투